# Gussjötjärnen, Jämtland
Gussjötjärnen är en sjö i Ragunda kommun i Jämtland och ingår i Indalsälvens huvudavrinningsområde.